# Unwindia
 Unwindia  ist eine Gattung von Kurzschwanzflugsauriern (Pterodactyloidea) aus der Unterkreide Südamerikas. Bisher ist lediglich eine fragmentarische Schnauze mit Zähnen bekannt, die aus der Santana-Formation von Brasilien stammt und wahrscheinlich auf das späte Albium datiert werden kann. Einzige Art ist Unwindia trigonus.

## Merkmale
Die Schnauze war relativ lang, schlank und im Querschnitt dreieckig. Von anderen Flugsauriern unterscheidet sich Unwindia durch die geringere Anzahl von Zähnen im Oberkiefer und Zwischenkieferbein (Prämaxillare). So zeigen diese Knochen insgesamt lediglich sieben Paar Zähne. Die Zähne waren in ihrer Form recht homogen und stehen damit im Kontrast zu der starken Heterodontie, wie sie bei allen anderen Flugsauriern der Santana-Formation beobachtet werden kann. Die Zähne waren auf den vorderen Bereich der Kiefer (vor dem Nasoantorbitalfenster) beschränkt und standen in sehr weitem Abstand zueinander.

## Systematik
Unwindia wird innerhalb der Gruppe Ctenochasmatoidea klassifiziert; seine genauen Verwandtschaftsbeziehungen innerhalb dieser Gruppe sind jedoch unklar. Möglicherweise war diese Gattung am nächsten mit Yixianopterus und Cycnorhamphus verwandt.

## Fund, Entdeckungsgeschichte und Namensgebung
Der einzige bekannte Fund (Holotyp, Exemplarnummer SMNK PAL 6597) besteht aus dem paarigen Zwischenkieferbein, dem Oberkiefer sowie Teilen des Gaumens. Vier Zähne sind erhalten geblieben. Das Fossil erworben die Forscher von einem Fossiliensammler, der es in der Region Santana do Cariri entdeckte. Es stammt aus dem Romualdo Member der Santana-Formation. Heute befindet es sich in der Sammlung des Staatlichen Museums für Naturkunde in Karlsruhe.
Der Name Unwindia ehrt den Paläontologen David Unwin, während der zweite Teil des Artnamens, trigonus, auf den dreieckigen Querschnitt der Schnauze weist.